# 年輪年代学

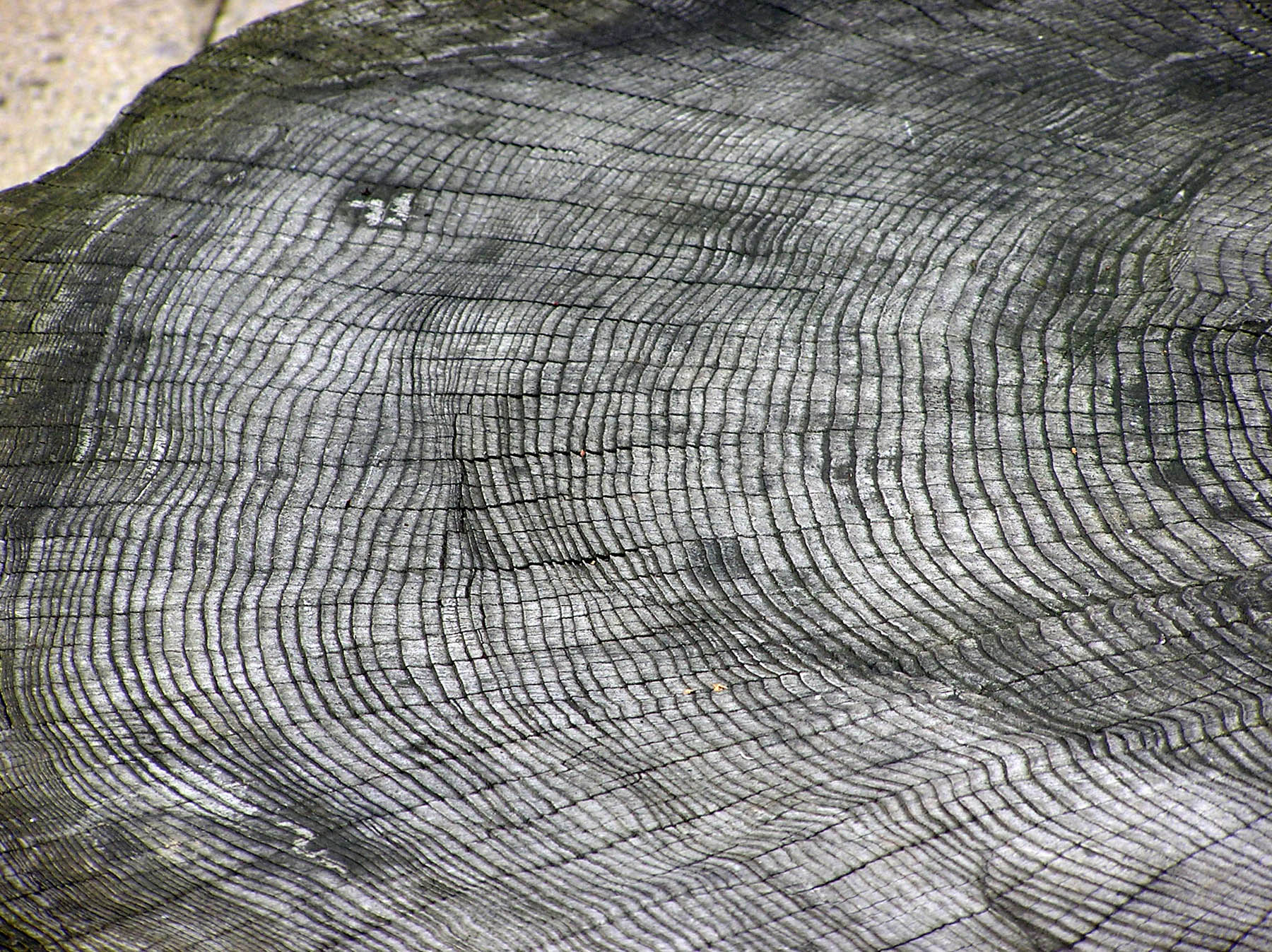
年輪

年輪年代学（ねんりんねんだいがく、英語：dendrochronology）とは、樹木の年輪パターンを分析することによって、年代を科学的に決定する方法である。アリゾナ大学のA・E・ダグラスによって、20世紀に発明・発展された。本法を適用することで樹木の年代は正確に暦年単位で決定することができる。

## 方法
温帯・寒帯など気候の年周期性が明瞭な地域に生育する樹木は一年ごとに年輪を形成する。年輪の成長量は気候などの環境要因によって大きく影響されるため、樹木に刻まれた年輪の寛窄（かんさく）パターンはその木が生育していた時代の環境変動を反映している。
同じ地域・時代に成長した木々であれば、刻まれた年輪パターンも類似したものとなるため、異なる樹木間でも年輪パターンを一対一で対応させることができる。年輪幅や密度など木々に共通の（平均的な）年輪パターンの変化をグラフにしたものを標準年輪曲線という。様々な時代の樹木試料について共通する部分を手がかりに年輪曲線をつなぎ合わせていくことによって標準年輪曲線を作成し、現代から過去に遡って年輪の変化パターンを得ることができる。
完全な標準年輪曲線としては、ドイツ南部地方（マイン川・ライン川流域）のリバーオークについて約10000年前まで、米国南西部（カリフォルニア州ホワイトマウンテン）のブリストルコーン松（イガゴヨウ）について約8500年前まで遡れるものが作成されている。

### 標準年輪曲線の作成

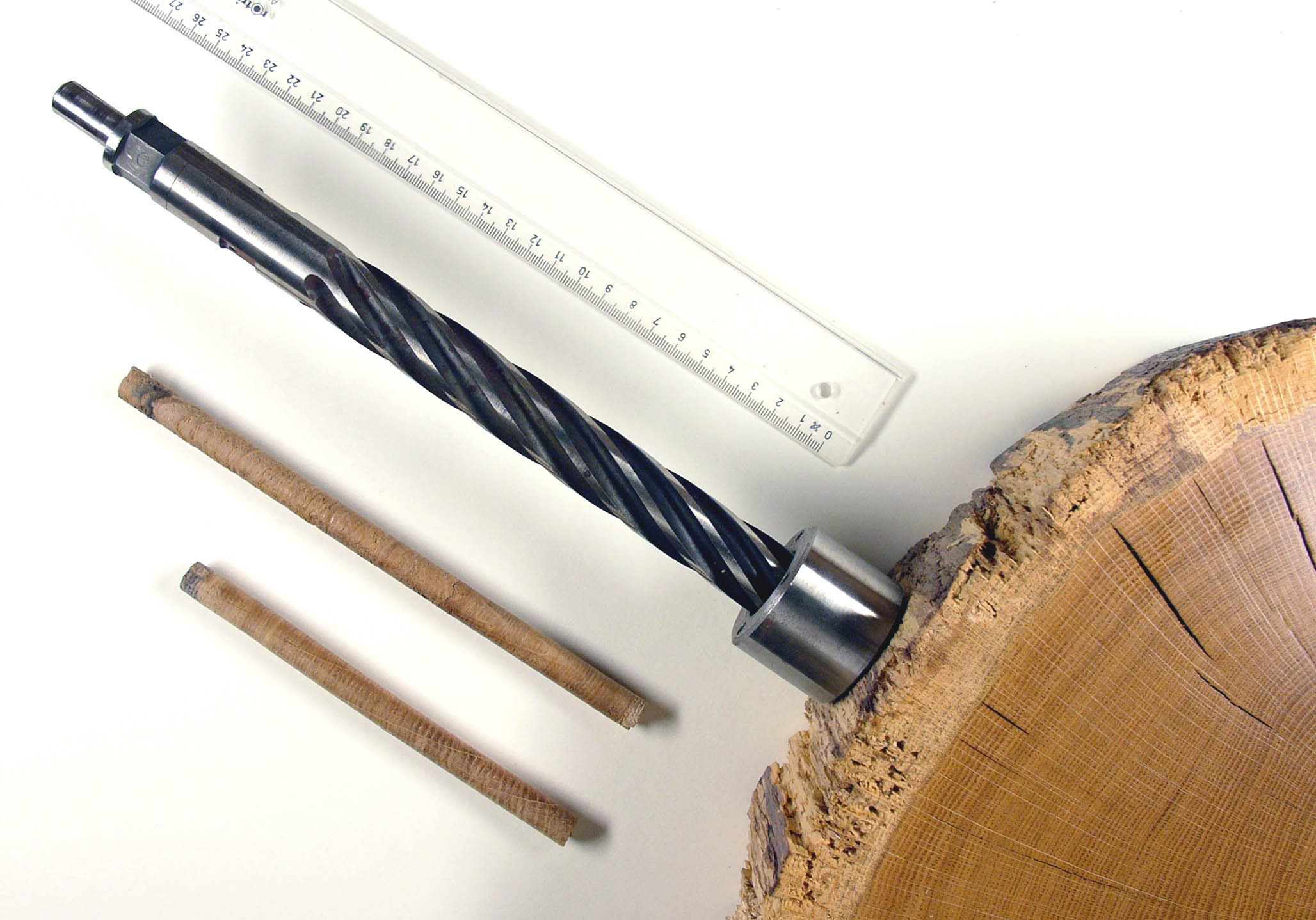
樹木の幹を円筒状にくりぬき、年輪の幅を測定する。

年輪年代学では、標準年輪曲線を作成する過程が最も重要である。原則的には、樹木の年輪は生育地域の環境変動を反映し、また種が異なれば変動パターンも異なる。同種であっても樹齢や環境によって個体差が生じる。このため、正確な標準年輪曲線を作成するには、目的とする地域に生育する（した）同種の木について、複数の資料が必要となる。
標準年輪曲線を作成する際には、はじめに同地域に生息する同種の木について、輪切りにした試料をたくさん用意する。それぞれの試料について年輪の幅を測定する。試料によっては虫害や腐朽によって年輪が損害を受けている。また、同一試料内でも枝張りや根張り、あて材などの異常成長部位がある。そのため、こうした部位を避けて年輪を測る。例えば、年輪幅では通常0.01mm程度の精度で測定する。
年輪の幅は、一般的に、若い木では広く、老齢の木では狭くなる。木は外側に木質を形成して成長していくので、若いうちに形成される内側の年輪は幅が広く、外側にいくにつれ狭くなる。樹齢による年輪幅の変化は種に共通であるので、標準化とよばれる数値処理により樹齢による傾向を除去する。この操作によって、気候など広い地域に共通に見られる環境変動のみを反映した年輪の広狭パターンが得られる。いくつかの異なる木について同様のパターンを作成し、平均化することで、個体差を相殺した地域・種に共通の年輪パターン、すなわち標準年輪曲線が得られる。

### 標準年輪曲線の延長（クロス・デイティング）
現在生育している木について標準年輪曲線が作成できれば、遺跡などから発見された木材でも年輪パターンを対比することで年代を正確に決定することができる。この手法をクロス・デイティング(crossdating)という。地中から発掘されたり、材木として利用されている過去の樹木試料について同様に年輪パターンを作成し、既知の標準年輪曲線と比較する。両者に共通するパターンが発見できれば、それを元に年輪曲線を過去に延長することができる。

## 歴史
年輪年代学は天文学者のダグラス(en:A. E. Douglass)が太陽黒点の活動と気候変動の関係を明らかにする研究から生まれ、考古学に応用された。その後ヨーロッパで研究が発展し、1970年代にクロス・デイティング法が確立し、一年単位での照合が可能になった。日本においては気候の変動が緩やかな風土であるため適さないと考えられてきたが、1980年代に光谷拓実の研究で応用に成功し、2015年までに約3000年間分の標準年輪曲線が構築されている。技術的には当初は顕微鏡による目視で行われてきた調査も、デジタルカメラの発達により調査できる環境が広がったり、マイクロフォーカスX線CTにより非破壊検査が可能になるなどの進歩があった。応用として、過去の気候変動の研究や、絵画の画板やバイオリンの基材などを調べることで美術工芸品の真贋判定に利用されたり、多くの地域で標準年輪曲線が作成されたことで木材の生産地が推定できるようになってきている。

## 特徴
年輪年代学の最も優れた点は、樹木の年代を年単位で正確に決定できることである。年輪年代法とともに代表的な年代決定法である放射性炭素年代測定で求められる年代は必然的に数十年から数百年の統計的な誤差が含まれるが、年輪年代法を併用することによって、より正確な年代の決定が可能となる。また近年は、年代がわかっている樹木年輪を用いて、大気中の放射性炭素(14C)濃度を測定し、標準的な14C濃度変動が作成されている。このデータは、放射性炭素年代の暦年代への較正に用いられている。
年輪年代学の手法で決定される年代はあくまで樹木自体の年代であり、必ずしも、建築物や木造品が製作されたり使用された年代（歴史年代）を決定するものではない。枯死して時間が経過してから使用されたもの・別の用途から再利用されたものでは時代が古く、また補修のために追加されたもの・表面を削ったものは、考古学的な推定とは異なる場合があることに注意が必要である。これは年輪だけではなく他の自然科学的年代測定に共通の問題である。

## 弥生時代の実年代
1996年4月、日本の奈良文化財研究所の光谷拓実が大阪府池上曽根遺跡の大型建物1の柱材（ヒノキ）の年輪年代を調べて紀元前52年であることがわかり、大型建物1は考古学的相対年代では、弥生時代中期後半に当たる蓋然性が高いと公表。これが放射性炭素年代測定によるウイグルマッチングにより追認された。ただし日本列島においては、樹木の分布圏が南北に広大で、地形に高低が激しく、海洋に囲まれているため総じて多湿・多雨であって、気象条件の変化が大きい。その上、火山活動が古来激しい地域において、理論値と実数値とが当然乖離する。そもそも放射性炭素年代測定については、古代に遡るほど実年代と乖離することが指摘されており、このため、他者によって検証されていない年輪年代測定の数値と放射性炭素年代測定の数値が一致したところで、それは何ら証拠になりえない。畿内弥生時代中期後半の1点が紀元前1世紀に存在することが確実視されるようになったとは言い難い。
それまで、畿内の弥生時代中期後半を紀元後1世紀代とする説が広く知られていたので、実年代が急に約1世紀ほど遡ったように見え、世間に大きな衝撃を与えた。ただし、学術研究の場では中国製青銅器等との交差年代によって北部九州の弥生中期後半が前1世紀代に遡ることは半ば常識化していた。

## 問題
2001年、光谷拓実の年輪年代測定によって法隆寺の五重塔心柱は594年伐採と測定されたが、『日本書紀』の記録で法隆寺は670年に全焼、7世紀末～8世紀初の再建されたとされている。現在は100年前の古材再利用という説明をしているが、苦しい説明であり、五重塔や三重塔の心柱は建築（免震）構造上もっとも重要で、100年前の古材を使用するなど考えられない。このため、伐採年代や書紀の記述の否定ではなく、年輪年代を100年修正して、全て新材のヒノキとする方が正しいとの反論もある。
また同年の毎日新聞において、藤森照信は「世界中でさまざまな年代決定法が試行錯誤されてきた。一番有望視されたのは放射性炭素法だが、古くなるほど誤差が拡大し、論議を左右するほどの決め手にならない。」、「年輪年代法も遺物のＤＮＡ分析もそうなのだけれど、考古学の科学分析は日が浅く、どちらもまだ研究者が一グループしか日本にないという根本問題がある。科学には不可欠の相互批判、他者による追試確認の体制がととのっていないのである。」という点を指摘している。

## 関連分野
標準年輪曲線は過去の気候変動を反映しているため、これを分析して過去の気候を知ることができる（年輪気候学）。
年輪と類似した模様は氷床コアや湖沼堆積物の年層（バーブ）にも見られる。湖沼堆積物の量や種類は湖面の凍結した年と凍結しなかった年で変動し、この変化を年輪年代学と同様の方法で分析し、年代決定に使うことができる。